# Giuseppe Tarantini (politico 1960)
Giuseppe Tarantini (Trani, 19 maggio 1960) è un politico e medico italiano.

## Biografia
Di professione medico ematologo, è stato eletto consigliere comunale a Trani nel 1995 e nel 1999 con Alleanza Nazionale.
Alle elezioni comunali del 2003 si è candidato sindaco di Trani alla guida della coalizione di centro-destra, risultando eletto con il 52,38% dei voti contro lo sfidante del centro-sinistra Nicola Di Gravina. Il 27 settembre 2006 il sindaco annuncia le dimissioni dopo il mancato raggiungimento del numero legale in consiglio, e il comune viene commissariato a partire dal 16 ottobre con la nomina prefettizia di Angelo Trovato.
Nuovamente candidato alle comunali del 2007, viene rieletto al primo turno con un'ampia maggioranza del 60,18% dei voti.
Dal 2015 è primario di ematologia all'ospedale Dimiccoli di Barletta, mentre dal 2018 dirige il dipartimento oncologico dell'Azienda sanitaria locale di Barletta-Andria-Trani.
Nel 2022 si iscrive a Fratelli d'Italia.